# 26 جمادى الأولى
- السبت
- الأحد
- الاثنين
- الثلاثاء
- الأربعاء
- الخميس
- الجمعة

- 302 نوفمبر 2024
- 13 نوفمبر 2024
- 24 نوفمبر 2024
- 35 نوفمبر 2024
- 46 نوفمبر 2024
- 57 نوفمبر 2024
- 68 نوفمبر 2024
- 79 نوفمبر 2024
- 810 نوفمبر 2024
- 911 نوفمبر 2024
- 1012 نوفمبر 2024
- 1113 نوفمبر 2024
- 1214 نوفمبر 2024
- 1315 نوفمبر 2024
- 1416 نوفمبر 2024
- 1517 نوفمبر 2024
- 1618 نوفمبر 2024
- 1719 نوفمبر 2024
- 1820 نوفمبر 2024
- 1921 نوفمبر 2024
- 2022 نوفمبر 2024
- 2123 نوفمبر 2024
- 2224 نوفمبر 2024
- 2325 نوفمبر 2024
- 2426 نوفمبر 2024
- 2527 نوفمبر 2024
- 2628 نوفمبر 2024
- 2729 نوفمبر 2024
- 2830 نوفمبر 2024
- 291 ديسمبر 2024
- 12 ديسمبر 2024
- 23 ديسمبر 2024
- 34 ديسمبر 2024
- 45 ديسمبر 2024
- 56 ديسمبر 2024

26 جُمادى الأولى أو 26 جُمادی‌ الاَوَّل أو يوم 26 \ 5 (اليوم السادس والعشرون من الشهر الخامس) هو اليوم الرابع والأربعون بعد المائة (144) من أيَّام السنة (أو الخامس والأربعون بعد المائة لو كان شهر ربيع الآخر مُتممًا لليوم الثلاثين أو السادس والأربعون بعد المائة لو أتم كلاً من صفر وربيع الآخر ثلاثين يوماً) وفق التقويم الهجري القمري (العربي). يبقى بعده 210 أو 211 يومًا لانتهاء السنة.

## أحداث
- 998 هـ - الدولة العثمانية تعقد معاهدة إستانبول مع الدولة الصفوية في إيران، وهي التي أنهت الحرب الشرسة بين الدولتين التي استمرت 12 عاما، واعترفت إيران في هذه المعاهدة باحترام حرية المذهب السني، ووافقت على عدم سب الصحابة، وعلى مبادلة الأسرى بين الجانبين.
- 1182 هـ - الدولة العثمانية تعلن الحرب على الإمبراطورية الروسية بسبب إدخال روسيا جنودها إلى بولونيا، واستمرت هذه الحرب ست سنوات.
- 1342 هـ - العالم البريطاني في علم المصريات هوارد كارتر يكتشف تابوت الفرعون توت عنخ أمون بعد نحو عامين من اكتشاف مقبرته.
- 1352 هـ - أبو القاسم الشابي ينظم قصيدة إرادة الحياة.
- 1364 هـ - فرنسا ترتكب مذابح رهيبة في الجزائر قتل فيها الآلاف من المواطنين العزل، وكانت تلك الأحداث سببا هاما في اشتعال الثورة الجزائرية.
- 1371 هـ - طلاب بنغال يموتون في مظاهرات ضد إثبات الأردية كلغة رسمية وليس البنغالية، ويسمي أهل بنغلاديش هذا اليوم بعيد شهداء اللغة.
- 1387 هـ - صدور بيان مؤتمر القمة العربي الذي انعقد في الخرطوم بعد هزيمة مصر وسوريا من إسرائيل في حرب النكسة، ودعا البيان إلى ضرورة الصمود ضد العدوان، والإصرار على المقاومة واسترداد الحقوق المسلوبة.
- 1395 هـ - مصر تعيد افتتاح قناة السويس من جديد بعد جلاء الإسرائيليين منها وذلك مع عبور أول سفينة منذ ثماني سنوات، وكان على متن السفينة الرئيس محمد أنور السادات.
- 1403 هـ - إلقاء القبض على مجموعة يهودية متطرفة حاولت اقتحام المسجد الأقصى في الليل من طرفه الجنوبي والاستيطان فيه، وكان بعض أفراد المجموعة مدججين بالسلاح ويرتدون الزي العسكري الإسرائيلي ويحملون معاول وأكياس مليئة بالمتفجرات، وقد ذكر أن هؤلاء من مستوطني كريات أربع وطلاب مدرستها الدينية وهم أعضاء في حركة كاخ التي يتزعمها مائير كاهانا.
- 1405 هـ - الجيش اللبناني ينتشر في صيدا بعد انسحاب الجيش الإسرائيلي منها.
- 1415 هـ - انعقاد المؤتمر الاقتصادي الأول لدول الشرق الأوسط في الدار البيضاء بمشاركة 60 دولة.
- 1430 هـ - أمير دولة الكويت الشيخ صباح الأحمد الصباح يعيد تكليف الشيخ ناصر المحمد الصباح بتشكيل الحكومة الجديدة وذلك للمرة السادسة خلال ثلاث سنوات.
- 1435 هـ - العاهل السعودي يعلن تعيين الأمير مقرن بن عبد العزيز آل سعود وليًا لولي عهد السعودية.
- 1440 هـ - قطر تتوج بلقب كأس آسيا 2019 للمرة الأولى في تاريخها بعد فوزها على اليابان 3–1 في المباراة النهائية.
- 1441 هـ - الإعلان عن تشكيل الحكومة اللبنانية السادسة والسبعين بعد الاستقلال لِتكون أوَّل حكومة في تاريخ لُبنان مُكوَّنة من أكاديميين وأخصائيين، بعد استقالة الحكومة السابقة نتيجة الاحتجاجات الواسعة.

## مواليد
- 1297 هـ - جورج أبيض، رائد المسرح في الوطن العربي.
- 1324 هـ - نادرة، مطربة مصرية.
- 1332 هـ - محمد مفتاح قريو، عالم مسلم ليبي.
- 1338 هـ - لولا عبده، ممثلة مصرية.
- 1364 هـ - منى إبراهيم، ممثلة مصرية.
- 1366 هـ - كريم عبد الجبار، لاعب كرة سلة أمريكي.
- 1386 هـ - كاظم الساهر، مطرب عراقي.
- 1408 هـ - هالة الصباغ، مغنية سورية.
- 1409 هـ - ندى عادل، ممثلة مصرية.

## وفيات
- 520 هـ - أبو بكر الطرطوشي، فقيه مالكي أندلسي.
- 683 هـ - أحمد تكودار، زعيم الإلخانات.
- 1355 هـ - محمد حسين النائيني، مرجع شيعي.
- 1392 هـ - طلال بن عبد الله، ثاني ملوك الأردن.
- 1412 هـ -
  - خيرية أبو لبن، ممثلة سعودية.
  - محمد علي، لاعب كرة قدم سوري.
- 1418 هـ -علي مراد فراشبندي، صحفي وكاتب ومؤرخ إيراني.
- 1421 هـ - مطلق الشليمي، نائب في مجلس الأمة الكويتي.
- 1426 هـ -
  - فهد بن عبد العزيز آل سعود، خامس ملوك آل سعود.
  - ذوقان الهنداوي، سياسي أردني.
- 1430 هـ - هلن الخال، رسامة لبنانية.
- 1437 هـ - حسن الترابي، مفكر وسياسي سوداني.

## وصلات خارجية
- موقع قصة الإسلام: حدث في شهر جُمادى الأولى.